# Naumburg (Hesse)
Naumburg é um município da Alemanha, situado no distrito de Kassel, no estado de Hesse. Tem 66,29 km² de área, e sua população em 2019 foi estimada em 5.026 habitantes.